# Santa's Little Helper
Santa's Little Helper (dansk: Julemandens lille hjælper) er familien Simpsons' hund i den animerede tv-serie The Simpsons. De kom i besiddelse af den juleaften, hvor Homer ikke havde nok penge til at købe gaver for og derfor kørte til hundevæddeløbsbanen for at satse de penge, han nu havde. Dette gik imidlertid ikke så godt. Han tabte alle pengene ved at spille på Julemandens lille hjælper. Da hunden tabte løbet, blev den sparket ud af sin ejer. Homer og Bart tog derefter hunden med hjem, og reddede julen for den lille familie. Dens stemme er indtalt af både Frank Welker og Dan Castellaneta.